# Tapage nocturne (film, 1951)
Pour les articles homonymes, voir Tapage nocturne.
Pour plus de détails, voir Fiche technique et Distribution.
Tapage nocturne est un film français écrit et réalisé par Marc-Gilbert Sauvajon, sorti en 1951, adaptation de sa pièce de théâtre homonyme.   

## Synopsis
Cyprien Varescot, un vieillard riche et tyrannique, se fait tuer par sa jeune et jolie secrétaire, Caroline, alors qu'il tentait d'abuser d'elle. Pour éviter le scandale, sa petite-fille Maria Varescot convainc Frank, son cousin, d'endosser la responsabilité de cette mort « accidentelle », lui qui est amoureux de Caroline. Mais le commissaire Legrand, qui a des visées sur Maria, n'accepte de clore l'affaire que si Maria l'épouse, et si Frank part avec Caroline en abandonnant sa part d'héritage. L'arrangement est accepté et la vie continue.

## Fiche technique
- Titre : Tapage nocturne
- Réalisateur et scénariste : Marc-Gilbert Sauvajon d'après sa pièce de théâtre éponyme
- Décors : Eugène Delfau
- Photographie : Roger Dormoy
- Son : Jacques Carrère
- Musique : Jean Marion
- Montage : Jean Sacha
- Production : Émile Natan[1]
- Sociétés de production : Les Films modernes et Columbia films S.A.
- Format : Noir et blanc - 1,37:1 - 35 mm - Son mono
- Pays d'origine :  France
- Genre : Comédie Polar
- Durée : 86 minutes
- Date de sortie : 
  - France : 29 novembre 1951
- Affiche : René Péron (France)

## Distribution
- Simone Renant : Marie Varescot
- Raymond Rouleau : Le commissaire Legrand
- Yves Vincent : Frank Varescot
- Lucien Baroux : Armand Varescot
- Jean Brochard : Frédéric Varescot
- Élina Labourdette : Caroline, la secrétaire
- Mona Dol : Gertrude Varescot
- Denise Clair : Sylvie Sauvin, née Varescot
- Suzanne Grey : Estelle, la soubrette
- Odette Barencey : La femme de ménage
- Jacqueline Noëlle : L'entraîneuse
- Raymond Girard : Me Gilbert Sauvin
- Pierrette Simonet : La petite Isabelle